# SN 2009D
SN 2009D – supernowa typu Ia odkryta 2 stycznia 2009 roku w galaktyce M-03-10-52. W momencie odkrycia miała maksymalną jasność 16,50m.